# (6286) 1983 EU
1983 إي يو (ويعرف أيضًا باسم (6286) 1983 إي يو وفق تسمية الكوكب الصغير) (بالإنجليزية: 1983 EU)‏ هو كويكب ضمن حزام الكويكبات؛ وترتيبه 6286 من حيث الاكتشاف.
اكتُشف هذا الجُرم الفلكي بواسطة Ewan Barr ‏ في 10 مارس 1983.

## وصلات خارجية
- (6286) 1983 EU في قاعدة بيانات مختبر الدفع النفاث لأجرام النظام الشمسي الصغيرة

- الاكتشاف · مخطط المدار ·  العناصر المدارية · المعلمات المادية

- (6286) 1983 EU على موقع ويكي سكاي: DSS2, SDSS, GALEX, IRAS, Hydrogen α, X-Ray, Astrophoto, Sky Map, Articles and images